# Gedeo jezik
Gedeo jezik (darasa, darassa, derasa, derasanya, deresa, geddeo; ISO 639-3: drs), jezik istoimenog naroda Gedeo koji se govori u južnoj središnjoj Etiopiji jugozapadno od Dila istočno od jezera Abaje. 
Jedan je od sedam brdskih istočnokušitskih jezika kojim se služi 637 000 ljudi (1994 popis). Pismo: etiopsko

## Vanjske poveznice
- Ethnologue (14th)
- Ethnologue (15th)